# Eagle Guardian
Eagle Guardian (ang. orli strażnik lub strażnik orła) – regionalny plan obrony Polski oraz Estonii, Litwy i Łotwy przed atakiem militarnym Rosji opracowany przez Organizację Traktatu Północnoatlantyckiego (NATO) w latach 2009–2010.
Informację o ściśle tajnym planie obrony Polski przed atakiem Rosji ujawnił serwis internetowy WikiLeaks, a opublikował „The Guardian”. W 2010 NATO zdecydowało się rozszerzyć plan obrony Polski na trzy kraje bałtyckie. Nieoficjalne porozumienie w tej sprawie zostało zawarte podczas szczytu NATO w Lizbonie w 2010, kiedy państwa członkowskie formalnie zaakceptowały tzw. plany ewentualnościowe (plany działania na wypadek agresji na członka NATO).
Według planu w operacji "Eagle Guardian" miałoby brać udział dziewięć dywizji: amerykańskie, brytyjskie, niemieckie i polskie; marynarka wojenna NATO miałaby stacjonować w portach w Polsce i Niemczech. Operacje wojskowe miałyby być dowodzone z siedziby Naczelnego Dowództwa Połączonych Sił Zbrojnych NATO w Europie w Mons i Sojuszniczego Dowództwa Sił Połączonych NATO w Brunssum.